# Веригины
Вери́гины — древний русский дворянский род.
При подаче документов (22 сентября 1686), для внесения рода в Бархатную книгу, была предоставлена родословная роспись Веригиных, герб Веригиных и выписка из "Орбиса Полонуса", а также вотчинная жалованная грамота (1614), выдана Тимофею Пименовичу Веригину на сельцо Борки с деревнями в Моревской волости Холмского уезда.
Из трёх ветвей Веригиных, ходатайствовавших о древнем дворянстве, Герольдией была утверждена в нём только ветвь, ведущая начало от Андрея Васильевича Веригина, записанная в VI часть родословной книги Новгородской губернии.

## Происхождение и история рода
Ведёт начало, по преданию, от Дементия Ермолаевича Вериго, прибывшего из Польши к великому князю Переславскому Димитрию Александровичу (1268). Среди вольноотпущенных князя Патрикеевича упомянуты Гридя и Василий Нечай Веригины (1498).
В числе дворян, стольников и воевод по Костроме и Новгороду, многие Веригины упоминаются ещё с конца XVI века. Яков Веригин упоминается в детях боярских (1537), Василий Михайлович воевода в Казанском походе (1544), Иван и Пётр Дмитриевичи, дворяне г. Белого, участвовали в осаде Смоленска (1634) и был ранен.
Иван Михайлович владел поместьем в Тверском уезде (XVI столетие), также Веригины помещики в Тульском уезде (1587). Тимофей Веригин получил грамоту Сигизмунда III на вотчину и поместье в Холмском уезде (1600). Никита Иванович, Михаил Чудинов и Иван Осипович владели поместьями в Нижегородском уезде (1613-1629), из них Иван Осипович вёрстан новичным окладом по Нижнему Новгороду (1628). Вдова Дмитрия - Аксинья и её дочери Аксинья и Аграфена во 2-й четверти XVII века владели вотчиной в Рузском уезде.
Андрей Веригин послан (1654) из Пскова с сеунчем, за что получил поместную и денежную придачи. В XVII столетии Веригины владели поместьями в Елецком, Ливенском, Галическом, Новгородском и Данковском уездах.
Девять Веригиных владели населёнными имениями (1699).

## Описание герба
В щите, имеющем зелёное поле, изображён серебряный единорог. Щит увенчан обыкновенным дворянским шлемом, с дворянской на нём короной, из которой выходит означенный в щите единорог (польский герб Боньча). Намёт на щите зелёный, подложенный серебром.
Герб рода Веригиных внесён в Часть 1 Общего гербовника дворянских родов Всероссийской империи, стр. 71

#### Геральдика
Герб Веригиных принадлежит к группе ранних русских гербов и (22 сентября 1686) он вместе с выпиской из "Орбиса Полонуса" был предоставлен в Палату родословных дел, как доказательство при документах, обосновывающих право семьи на внесение в родословную книгу. В 1740 году с герба была сделана копия.

## Известные представители
- Веригин Василий Тимофеевич - воевода в Изборске (1636-1637).
- Веригин Фёдор Никифорович - объезжий голова в Москве (1640).
- Веригин Иван Тимофеевич - воевода в Острове (1646-1647), Тюмени (1651-1652).
- Веригин Герасим Васильевич - воевода в Пелыме (1656-1659).
- Веригин Федор Иванович - воевода в Тюмени (1657-1658), стольник (1658-1692), его дочь Мария замужем за князем Вас. Ст. Долгоруковым.
- Веригин Андрей Васильевич - московский дворянин (1658-1668), воевода в Красноярске (1659-1662).
- Веригин Фёдор Андреевич - стряпчий (1671-1676), стольник (1686).
- Веригин Михаил Григорьевич - стряпчий (1683).
- Веригин Федор Иванович - стольник, воевода в Кевроле и на Мезене (1684).
- Веригин Иван Андреевич - комендант в Пошехоне (1700).
- Веригин Федор Михайлович - генерал-майор, член военной коллегии при Екатерине II[6][7][8].
- Веригин, Александр Иванович (1807—1891) — генерал от инфантерии, член Государственного совета.
- Веригин, Михаил Федотович (1771—1848) — генерал-майор, гражданский губернатор Оренбургской губернии (1809—1811).
- Веригин, Алексей Иванович (1848—1915) — титулярный советник, инженер путей сообщения, начальник 7-й дистанции Брест-Литовской железной дороги, член Императорского Российского технического общества, владелец кирпичного завода в г. Одинцово — внесён в III часть дворянской родословной книги Московской губернии в 1899 году[9].
- Веригин, Владимир Алексеевич (1879—1929) — титулярный советник, юрист.
- Веригин, Виктор Иванович (ок. 1840—1912) — действительный статский советник, архитектор. Похоронен на Миусском кладбище[10].
- Веригин, Николай Егорович (1836—1910) — действительный статский советник, прокурор Рязанского окружного суда  — внесён в VI часть дворянской родословной книги Рязанской губернии (5.02.1897)[11].
- Веригина, Надежда Алексеевна (1878—1932) — сотрудник Института Техники и Технической Политики Коммунистической академии
- Веригина, Кира Владимировна (1909—1992) — агрохимик-почвовед Почвенного института АН СССР им. В.В.Докучаева.